# ボルグ・エル・アラブ・スタジアム
ボルグ・エル・アラブ・スタジアム（Borg el-Arab Stadium (アラビア語: ستاد برج العرب)）は、エジプト、アレクサンドリアのボルグ・エル＝アラブ地区にあるスタジアム。エジプト軍が所有し、最大8万6000人収容される中東・北アフリカ最大のスタジアム。

## 概要
当初スタジアムは2010 FIFAワールドカップ招致に向けて建設されたが、エジプトは落選した。カイロのカイロ国際スタジアムやスエズのムバーラク国際スタジアムと並び、サッカーエジプト代表の主な試合会場として使用されているほか、プレミアリーグの試合にも使用されている。2009年にはFIFA U-20W杯が開催された。